# 陸淳
陸淳（8世纪?—805年），后名陆質，字伯沖，吳郡人（今江蘇蘇州）。唐朝官员。

## 生平
南梁名儒陸澄七世孙，後避唐宪宗諱改名為質。熟讀經學，少师事啖助，與赵匡友好。大曆八年淮南節度使陳少游鎮守揚州時，很看重他。初任淮南節度使府從事，詔授太常寺奉禮郎，拜为左拾遗。改任国子博士。
柳宗元對陸淳執弟子禮，奉為“永貞革新”的導師。貞元二十年（804年），任台州刺史，後返京任给事中、太子侍读，但與太子李纯處不好。贞元二十一年（805年）九月十二日，永貞革新失敗，兩天後，陸淳去世，其門人私諡為文通先生。陸淳崇信天台宗，朱熹十分推崇陸淳“推言治道，凜凜然可畏，終是得聖人個意思”。

## 汗牛充棟
柳宗元稱他：“其为书，处则充栋宇，出则汗牛马。”這是成語汗牛充棟的原始出处 。